# Стойко Гаев
Стойко Юрданов Гаев (Ганев) е български военен лекар и общественик. Представял се е като д-р Юрданов, по-късно е известен е и като Стойко (Стойчо) Йорданов.

## Биография
Роден е 15 август 1841 година в Котел (или през 1844 г.) в семейството на даракчия и воденичар. Неговото семейство е родствено на Георги Раковски (баба му е негова сестра). Завършва първоначалното си образование в местното училище Котел. Продължава да учи абаджийство, като калфа във Варна при чичо си за шест години. За да овладее френски език през 1862 година се премества в град Сливен при Сава Доброплодни и се главява за слуга при учителя си.
След една година, завършва сливенското класно училище, заедно със свой приятел заминава за Букурещ. Стойко Юрданов научава много добре румънски език и завършва гимназия. По това време (1856 година) румънският лекар от италиански произход Карол Давила (рум. Carol Davila) създава национално училище за медицина и фармация в Букурещ, в което Стойко Юрданов постъпва на 22 януари 1863 година и учи пет години.
През 1864 година, след успешно издържан изпит, става екстерн, а по-късно през 1865 – подхирург. От 1864 година постъпва на работа като лекар в болницата Филантропия в Букурещ. След две години, през 1866 година, става околийски лекар в Яшкото окръжие. От 1867 г. е дружинен лекар, а от 1868 до 1869 г. е лекар в Браилското окръжие. Там се бори с епидемия от дифтерит. Взема всички изпити за пълноправен лекар като защитава докторат на 28 август 1871 г., свързан с борбата му срещу дифтерита. Назначен за батальонен лекар в първи артилерийски полк на румънската армия.
През 1873 година след успешен конкурсен изпит д-р Стойко Юрданов заминава за Париж да специализира по медицина. Остава там до 1876 г.
Д-р Стойко Юрданов е сред българските студенти-медици от кръга „Братска любов“, участвали в учредяването на Румънския Червен кръст.
Дружеството решава да изпрати медико-санитарна бригада на юг от Дунав в помощ на ранените войници от Сръбско-турската война започнала на 18 юни 1876 година. Формирана е на 13 юли 1876 година, като лекарите в състава са 14 българи и 8 румънци. Бригадата се ръководи от д-р Стойко Юрданов. Домакин на болницата е Любен Каравелов.
По време на Руско-турската война от 1877 – 1878 година придружава руските и румънските войски като военен лекар на полк и бригада. След Освобождението напуска румънската армия и се завръща в Котел и за кратко е настоятел на местното училище. Работи като губернски лекар в Добрич и Варна (1878).
Депутат е в Учредителното събрание (1879) избран от Провадийски окръг. По убеждение либерал и краен русофил. От 1879 до 1889 г. е последователно дружинен лекар във Варна, старши лекар на четвърта бригада в Шумен, старши лекар на осми пехотен приморски полк във Варна.
Работи като преподавател във Военно-фелдшерската школа във Варна (1880 – 1881). По време на Сръбско-българската война участва в мобилизацията, но не и в самата война. Участва в комисията по разработването на правилата за военносанитарната част на българската армия.

### Българско медицинско дружество
Д-р Стойко Юрданов е първия известен деятел за създаване на медицинско дружество в България и издаване на специализирано медицинско списание. Още на 12-ти март 1878 година от Турно Северин подготвя писмо до търновския лекар д-р Иван Славков, също учил медицина в Букурещ с призив за създаване на дружество. В писмото д-р Стойко Юрданов дава данни за вече споделена инициатива и намиране на съмишленици (Минев Д. 1968).
Той е сред организаторите на Варненското медицинско дружество (1883) и редактор на „Медицинско списание“ (1885 – 1888), в. „Марица“, в. „Славянин“, в. „Витоша“ и в „Българин“ (1878). През 1866 г. написва драмата „Алтънлъ Стоян войвода“, за която няма данни да е играна.
Награждаван е със сръбски орден „Таковски кръст“, „Румънска звезда“.
Умира на 19 януари 1890 година във Варна.

## Памет
На негово име е кръстена улицата „Д-р Стойчо Йорданов“, бившата улица 128-ма в Район Приморски.